# 聖阿爾韋托縣

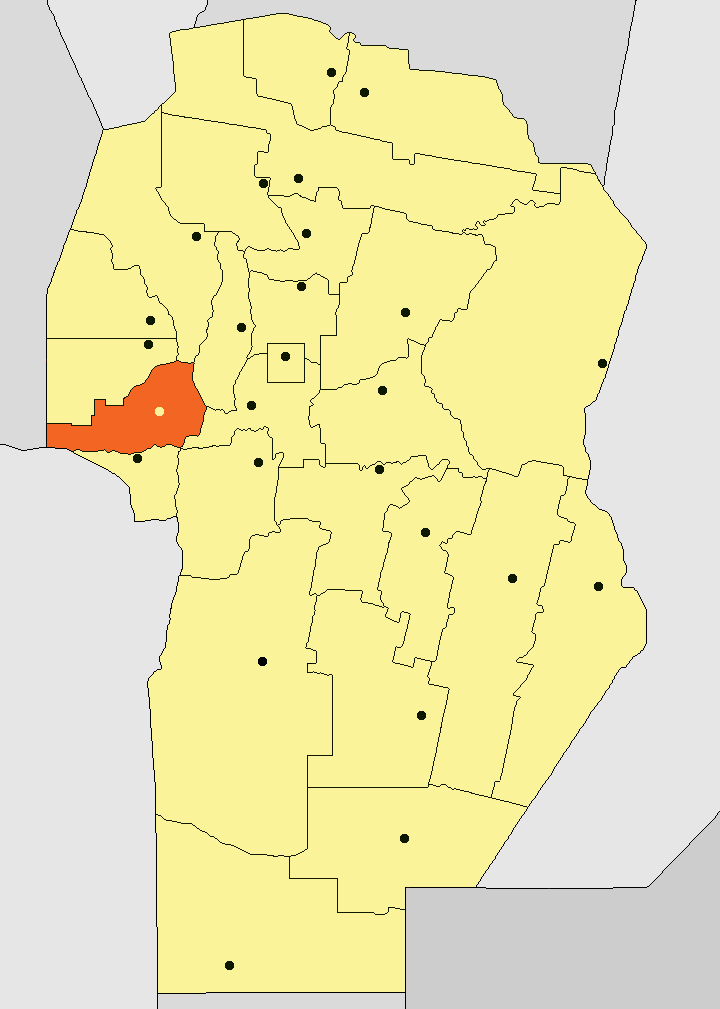

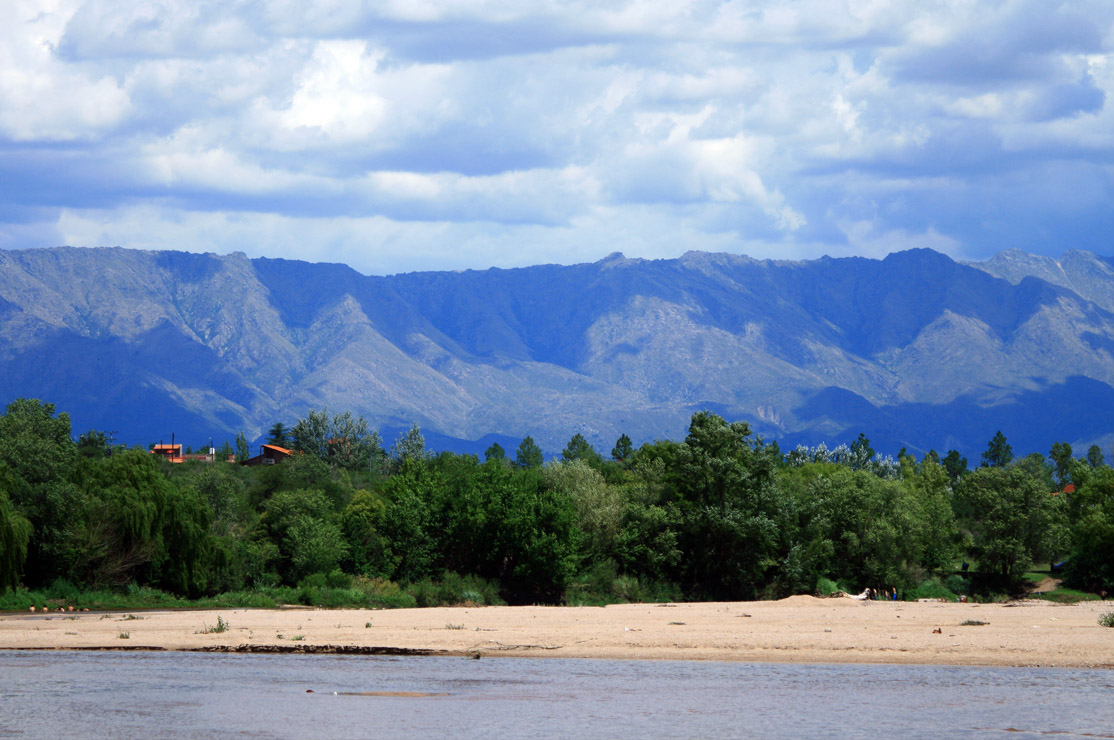

31°40′S 65°1′W / 31.667°S 65.017°W
聖阿爾韋托縣（西班牙語：Departamento San Alberto），是阿根廷的縣份，位於該國中部科爾多瓦省，首府設於庫拉布羅切羅鎮，面積3,327平方公里，2001年人口32,395，人口密度每平方公里9.7人。